# Reinhold Becker
Reinhold Becker, född 11 augusti 1842 i Adorf, Sachsen, död 7 december 1924 i Dresden, var en tysk kompositör.
Becker var ursprungligen violinist, men levde senare som tonsättare i Dresden, där han 1884-1894 dirigerade Liedertafel och 1898 fick titeln kunglig professor. Becker komponerade huvudsakligen sånger och verk för manskör, men även några instrumentalverk och operor som Frauenlob och Ratbold.